# ميخائيل ميرفي (سياسي أيرلندي)
ميخائيل ميرفي (بالإنجليزية: Michael Murphy)‏ هو سياسي أيرلندي، ولد في 12 مارس 1919، وتوفي في 28 أكتوبر 2000.

## مناصب
- في 1951 Irish general election [الإنجليزية]‏، انتخب نائب دييل عن دائرة Cork West (Dáil constituency) [الإنجليزية]‏ وقد انضم خلال فترته النيابية ‏ (13 يونيو 1951 – 23 أبريل 1954) للكتلة البرلمانية حزب العمال (جمهورية أيرلندا).
- في 1954 Irish general election [الإنجليزية]‏، انتخب نائب دييل عن دائرة Cork West (Dáil constituency) [الإنجليزية]‏ وقد انضم خلال فترته النيابية ‏ (2 يونيو 1954 – 13 ديسمبر 1956) للكتلة البرلمانية حزب العمال (جمهورية أيرلندا).
- في الانتخابات العمومية الإيرلندية 1957 [الإنجليزية]‏، انتخب نائب دييل عن دائرة Cork West (Dáil constituency) [الإنجليزية]‏ وقد انضم خلال فترته النيابية ‏ (20 مارس 1957 – 1 سبتمبر 1961) للكتلة البرلمانية حزب العمال (جمهورية أيرلندا).
- في الانتخابات العمومية الإيرلندية 1961 [الإنجليزية]‏، انتخب نائب دييل عن دائرة Cork South-West (Dáil constituency) [الإنجليزية]‏ وقد انضم خلال فترته النيابية ‏ (11 أكتوبر 1961 – 11 مارس 1965) للكتلة البرلمانية حزب العمال (جمهورية أيرلندا).
- في الانتخابات العمومية الإيرلندية 1965 [الإنجليزية]‏، انتخب نائب دييل عن دائرة Cork South-West (Dáil constituency) [الإنجليزية]‏ وقد انضم خلال فترته النيابية ‏ (21 أبريل 1965 – 21 مايو 1969) للكتلة البرلمانية حزب العمال (جمهورية أيرلندا).
- في الانتخابات العمومية الإيرلندية 1969 [الإنجليزية]‏، انتخب نائب دييل عن دائرة Cork South-West (Dáil constituency) [الإنجليزية]‏ وقد انضم خلال فترته النيابية ‏ (2 يوليو 1969 – 5 فبراير 1973) للكتلة البرلمانية حزب العمال (جمهورية أيرلندا).
- في الانتاخابات العمومية الإيرلندية 1973 [الإنجليزية]‏، انتخب نائب دييل عن دائرة Cork South-West (Dáil constituency) [الإنجليزية]‏ وقد انضم خلال فترته النيابية ‏ (14 مارس 1973 – 25 مايو 1977) للكتلة البرلمانية حزب العمال (جمهورية أيرلندا).
- في الانتخابات العمومية الإيرلندية 1977 [الإنجليزية]‏، انتخب نائب دييل عن دائرة Cork South-West (Dáil constituency) [الإنجليزية]‏ وقد انضم خلال فترته النيابية ‏ (5 يوليو 1977 – 21 مايو 1981) للكتلة البرلمانية حزب العمال (جمهورية أيرلندا).